# Lijst van voetbalinterlands Panama - Trinidad en Tobago
Deze lijst van voetbalinterlands is een overzicht van alle officiële voetbalwedstrijden tussen de nationale teams van Panama en Trinidad en Tobago. De landen speelden tot op heden twintig keer tegen elkaar. De eerste ontmoeting vond plaats tijdens een vriendschappelijk toernooi in Medellín (Colombia) op 14 juli 1978. Het laatste duel, een groepswedstrijd tijdens de CONCACAF Gold Cup 2019, werd gespeeld op 18 juni 2019 in Saint Paul (Verenigde Staten).

## Wedstrijden
| №  | Plaats          | Datum            | Competitie             | Wedstrijd                   | Uitslag |
| -- | --------------- | ---------------- | ---------------------- | --------------------------- | ------- |
| 1  | Medellín        | 14 juli 1978     | Vriendschappelijk      | Trinidad en Tobago – Panama | 3 – 1   |
| 2  | Panama-Stad     | 20 juli 1996     | Vriendschappelijk      | Panama – Trinidad en Tobago | 1 – 0   |
| 3  | Panama-Stad     | 12 oktober 1999  | Vriendschappelijk      | Panama – Trinidad en Tobago | 2 – 2   |
| 4  | Port of Spain   | 16 augustus 2000 | WK 2002 kwalificatie   | Trinidad en Tobago – Panama | 6 – 0   |
| 5  | Port of Spain   | 15 november 2000 | WK 2002 kwalificatie   | Panama – Trinidad en Tobago | 0 – 1   |
| 6  | Panama-Stad     | 10 juni 2001     | Vriendschappelijk      | Panama – Trinidad en Tobago | 0 – 0   |
| 7  | Port of Spain   | 4 juni 2005      | WK 2006 kwalificatie   | Trinidad en Tobago – Panama | 2 – 0   |
| 8  | Miami           | 10 juli 2005     | CONCACAF Gold Cup 2005 | Panama – Trinidad en Tobago | 2 – 2   |
| 9  | Panama-Stad     | 8 oktober 2005   | WK 2006 kwalificatie   | Panama – Trinidad en Tobago | 0 – 1   |
| 10 | Port of Spain   | 11 oktober 2006  | Vriendschappelijk      | Trinidad en Tobago – Panama | 2 – 1   |
| 11 | Panama-Stad     | 31 januari 2007  | Vriendschappelijk      | Panama – Trinidad en Tobago | 2 – 1   |
| 12 | Marabella       | 18 maart 2009    | Vriendschappelijk      | Trinidad en Tobago – Panama | 1 – 0   |
| 13 | Panama-Stad     | 7 september 2010 | Vriendschappelijk      | Panama – Trinidad en Tobago | 3 – 0   |
| 14 | Port of Spain   | 27 maart 2015    | Vriendschappelijk      | Trinidad en Tobago − Panama | 0 − 1   |
| 15 | East Rutherford | 19 juli 2015     | CONCACAF Gold Cup 2015 | Trinidad en Tobago − Panama | 1 − 1   |
| 16 | Panama-Stad     | 8 oktober 2015   | Vriendschappelijk      | Panama − Trinidad en Tobago | 1 − 2   |
| 17 | Port of Spain   | 24 maart 2017    | WK 2018 kwalificatie   | Trinidad en Tobago − Panama | 1 − 0   |
| 18 | Panama-Stad     | 5 september 2017 | WK 2018 kwalificatie   | Panama − Trinidad en Tobago | 3 − 0   |
| 19 | Couva           | 18 april 2018    | Vriendschappelijk      | Trinidad en Tobago − Panama | 0 − 1   |
| 20 | Saint Paul      | 18 juni 2019     | CONCACAF Gold Cup 2019 | Panama − Trinidad en Tobago | 2 − 0   |

## Samenvatting
| Competitie        | Totaal gespeeld | Winst Panama | Gelijk | Winst Trinidad en Tobago | Doelsaldo Panama – Trinidad en Tobago |
| ----------------- | --------------- | ------------ | ------ | ------------------------ | ------------------------------------- |
| WK-kwalificatie   | 6               | 1            | 0      | 5                        | 3 − 11                                |
| CONCACAF Gold Cup | 3               | 1            | 2      | 0                        | 5 − 3                                 |
| Vriendschappelijk | 11              | 5            | 2      | 4                        | 13 − 11                               |
| Totaal            | 20              | 7            | 4      | 9                        | 21 − 25                               |

FEPAFUT · A-internationals · Selecties · Bondscoaches · Panamees vrouwenelftal · Panama U21 · Panama U20 · Panama U19 · Panama U18 · Panama U17
1930 – 1949 · 
1950 – 1959 · 
1960 – 1969 · 
1970 – 1979 · 
1980 – 1989 · 
1990 – 1999 · 
2000 – 2009 · 
2010 – 2019 ·
2020 – 2029
CGC 1991 · 
CGC 1993 · 
CGC 1996 · 
CGC 1998 · 
CGC 2000 · 
CGC 2002 · 
CGC 2003 · 
CGC 2005 · 
CGC 2007 · 
CGC 2009 · 
CGC 2011 · 
CGC 2013 · 
CGC 2021
WK 2018
1938 · 
1939 · 
1940 · 
1941 · 
1942 · 1943 · 1944 · 1945 · 
1946 · 
1947 · 
1948 · 
1949 · 
1950 · 
1951 · 
1952 · 
1953 · 
1954 · 
1955 · 
1956 · 
1957 · 
1958 · 
1959 · 
1960 · 
1961 · 
1962 · 
1963 · 
1964 · 
1965 · 
1966 · 
1967 · 
1968 · 
1969 · 
1970 · 
1971 · 
1972 · 
1973 · 
1974 · 
1975 · 
1976 · 
1977 · 
1978 · 
1979 · 
1980 · 
1981 · 
1982 · 
1983 · 
1984 · 
1985 · 
1986 · 
1987 · 
1988 · 
1989 · 
1990 · 
1991 · 
1992 · 
1993 · 
1994 · 
1995 · 
1996 · 
1997 · 
1998 · 
1999 · 
2000 · 
2001 · 
2002 · 
2003 · 
2004 · 
2005 · 
2006 · 
2007 · 
2008 · 
2009 · 
2010 · 
2011 · 
2012 · 
2013 · 
2014 · 
2015 · 
2016 · 
2017 ·
2018 ·
2019 ·
2020 ·
2021 ·
2022 ·
2023 ·
2024
Anguilla ·
Argentinië · 
Armenië · 
Aruba · 
Bahama's ·
Bahrein ·
Barbados ·
België · 
Belize · 
Bermuda · 
Bolivia · 
Brazilië · 
Canada · 
Chili · 
Colombia · 
Costa Rica · 
Cuba · 
Curaçao ·
Denemarken ·
Dominica · 
Dominicaanse Republiek · 
Ecuador · 
El Salvador · 
Engeland · 
Grenada · 
Guadeloupe ·
Guatemala · 
Guyana · 
Haïti · 
Honduras · 
Iran · 
Jamaica · 
Japan · 
Kameroen ·
Mexico · 
Montserrat ·
Nederlandse Antillen · 
Nicaragua · 
Noord-Ierland ·
Noorwegen ·
Paraguay · 
Peru · 
Portugal · 
Puerto Rico · 
Qatar ·
Saint Lucia · 
Saoedi-Arabië ·
Servië ·
Spanje · 
Taiwan · 
Trinidad en Tobago ·
Tunesië ·  
Uruguay ·  
Venezuela · 
Verenigde Staten ·
Wales ·
Zuid-Afrika ·
Zuid-Korea ·
Zwitserland
België (2018) ·
Engeland (2018) ·
Tunesië (2018)
TTFF · A-internationals · Bondscoaches · Selecties · Statistieken · Olympisch elftal · Vrouwenelftal van Trinidad en Tobago · Trinidad U21 · Trinidad U19 · Trinidad U17
Gold Cup 1991 · 
Gold Cup 1993 · 
Gold Cup 1996 · 
Gold Cup 1998 · 
Gold Cup 2000 · 
Gold Cup 2002 · 
Gold Cup 2005 · 
Gold Cup 2007 · 
Gold Cup 2009 · 
Gold Cup 2011 · 
Gold Cup 2013
WK 2006
1934 · 
1935 · 
1936 · 
1937 · 
1938 · 
1939 · 
1940 · 
1941 · 
1942 · 
1943 · 
1944 · 
1945 · 
1946 · 
1947 · 
1948 · 
1949 · 
1950 · 
1951 · 
1952 · 
1953 · 
1954 · 
1955 · 
1956 · 
1957 · 
1958 · 
1959 · 
1960 · 
1961 · 
1962 · 
1963 · 
1964 · 
1965 · 
1966 · 
1967 · 
1968 · 
1969 · 
1970 · 
1971 · 
1972 · 
1973 · 
1974 · 
1975 · 
1976 · 
1977 · 
1978 · 
1979 · 
1980 · 
1981 · 
1982 · 
1983 · 
1984 · 
1985 · 
1986 · 
1987 · 
1988 · 
1989 · 
1990 · 
1991 · 
1992 · 
1993 · 
1994 · 
1995 · 
1996 · 
1997 · 
1998 · 
1999 · 
2000 · 
2001 · 
2002 · 
2003 · 
2004 · 
2005 · 
2006 · 
2007 · 
2008 · 
2009 · 
2010 · 
2011 · 
2012 · 
2013 · 
2014 ·
2015 ·
2016 ·
2017 ·
2018 ·
2019 ·
2020 ·
2021 ·
2022
Anguilla · 
Antigua en Barbuda ·
Argentinië ·
Azerbeidzjan · 
Bahama's ·
Bahrein · 
Barbados · 
Belize · 
Bermuda · 
Bolivia ·
Botswana · 
Britse Maagdeneilanden · 
Canada · 
Chili · 
China · 
Colombia · 
Costa Rica · 
Cuba · 
Curaçao · 
Dominicaanse Republiek ·
Ecuador ·
Egypte ·
El Salvador ·
Engeland ·
Estland ·
Finland ·
Grenada ·
Guatemala ·
Guyana ·
Haïti ·
Honduras ·
Ierland ·
IJsland ·
India ·
Irak ·
Iran ·
Jamaica ·
Japan ·
Jordanië ·
Kaaimaneilanden · 
Kenia · 
Koeweit ·
Marokko ·
Mexico ·
Montserrat ·
Nederlandse Antillen ·
Nicaragua ·
Nieuw-Zeeland ·
Noord-Ierland ·
Noorwegen · 
Oostenrijk · 
Panama ·
Paraguay ·
Peru ·
Puerto Rico ·
Roemenië ·
Saint Kitts en Nevis ·
Saint Lucia ·
Saint Vincent en de Grenadines ·
Saoedi-Arabië · 
Schotland ·
Slovenië ·
Suriname ·
Tadzjikistan ·
Taiwan ·
Thailand ·
Tsjechië · 
Uruguay · 
Venezuela · 
Verenigde Arabische Emiraten ·
Verenigde Staten ·
Wales · 
Zuid-Afrika ·
Zuid-Korea ·
Zweden
Engeland (2006) · 
Paraguay (2006) · 
Zweden (2006)